# Coupe de la Ligue japonaise féminine de football
La Coupe de la Ligue japonaise féminine de football ou WE League Cup (japonais : なでしこリーグカップ) est une compétition féminine de football à élimination directe où s'affrontent les clubs membres de la première division japonaise.

## Histoire
La compétition est créée sous le nom de L. League Cup de 1996 à 1999. Elle réapparaît à l'occasion de la Coupe du monde de football féminin 2007 organisée au Japon sous le nom de Nadeshiko league Cup.
Lors de la première édition sous le nom de WE League Cup, en 2022, le Tokyo Verdy Beleza affronte les Urawa Red Diamonds en finale. Tokyo mène 3-0 après 20 minutes de jeu, mais Urawa réussit à revenir au score, avant de remporter la séance de tirs au but pour décrocher le premier titre.
En 2024, Hiroshima conserve son titre acquis la saison précédente en dominant Kobe en finale (1-0) devant une affluence record de 21 524 spectateurs.

## Palmarès
| Saison               | Vainqueur                        | Score          | Finaliste                        |
| L. League Cup        | L. League Cup                    | L. League Cup  | L. League Cup                    |
| -------------------- | -------------------------------- | -------------- | -------------------------------- |
| 1996                 | Yomiuri-Seiyu Beleza             | 0-0ap, 4-3 tab | Prima Ham FC Kunoichi            |
| 1997                 | Prima Ham FC Kunoichi            | 3-0            | Yomiuri-Seiyu Beleza             |
| 1998                 | Prima Ham FC Kunoichi            | 2-1            | Matsushita Panasonic Bambina     |
| 1999                 | NTV Beleza                       | 2-0            | Prima Ham FC Kunoichi            |
| Nadeshiko League Cup |                                  |                |                                  |
| 2007                 | NTV Beleza                       | 2-1            | Urawa Red Diamonds Ladies        |
| 2010                 | NTV Beleza                       | 3-2            | Urawa Red Diamonds Ladies        |
| 2012                 | NTV Beleza                       | 3-2            | INAC Kobe Leonessa               |
| 2013                 | INAC Kobe Leonessa               | 3-1            | Okayama Yunogo Belle             |
| 2016                 | NTV Beleza                       | 4-0            | JEF United Ichihara Chiba Ladies |
| 2017                 | JEF United Ichihara Chiba Ladies | 1-0            | Urawa Red Diamonds Ladies        |
| 2018                 | NTV Beleza                       | 1-0            | INAC Kobe Leonessa               |
| 2019                 | NTV Beleza                       | 3-1ap          | INAC Kobe Leonessa               |
| 2020                 | annulée                          | annulée        | annulée                          |
| 2021                 | annulée                          | annulée        | annulée                          |
| WE League Cup        |                                  |                |                                  |
| 2022-2023            | Urawa Red Diamonds Ladies        | 3-3ap, 4-2 tab | NTV Beleza                       |
| 2023-2024            | Sanfrecce Hiroshima Regina       | 0-0ap, 4-2 tab | Albirex Niigata                  |
| 2024-2025            | Sanfrecce Hiroshima Regina       | 1-0            | INAC Kobe Leonessa               |